# Trypocalliphora braueri
Trypocalliphora braueri är en tvåvingeart som först beskrevs av Friedrich Georg Hendel 1901.  Trypocalliphora braueri ingår i släktet Trypocalliphora och familjen spyflugor. Arten är reproducerande i Sverige. Inga underarter finns listade i Catalogue of Life.